# Tomasz Kajdanski
Tomasz Kajdanski (* 25. Oktober 1958) ist ein polnischer Tänzer und Choreograph.

## Werdegang
Im Anschluss an seine Ausbildung am Staatlichen Ballettgymnasium begann Tomasz Kajdanski als Tänzer seine Karriere als Solist am Nationaltheater Warschau. Von dort wechselte er nach Heidelberg zu Johann Kresnik und an das Bayerische Staatsballett, wo er sich in Stücken von John Neumeier, John Cranko, Youri Vámos, Jiří Kylián, Hans van Manen und anderen rasch zu einem prägenden Protagonisten entwickelte, zahlreiche Rollen kreierte und auch zu choreographieren begann. Danach war er Ballettdirektor in Rostock, Coburg, Kiel und Eisenach. Von 2009 bis 2019 war er Ballettdirektor und Chefchoreograf am Anhaltischen Theater Dessau. Für seine Choreographie „Tschaikowsky“ wurde er 2006 für den ersten deutschen Theaterpreis Der Faust als einer der drei besten Choreographen Deutschlands nominiert. Für seine Inszenierung „Kristallpalast“ wurde er mit dem Theaterpreis des  Bundes ausgezeichnet.

## Werke
- Abraxas, Musik von W. Egk (Prinzregententheater, München)
- Empty Spaces, Musik von C. Evans-Ironside (Landestheater Coburg)
- Der Mohr von Venedig, Musik von W. Egk (Landestheater Coburg)
- Max und Moritz, Musik von G. Rossini (Landestheater Coburg)
- Psychadilic Part, Musik von M. Torke (Landestheater Coburg)
- Carmina Burana, Musik von C. Orff (Landestheater Coburg)
- Kasper Hauser, Musik von C. Mejiering (Landestheater Coburg)
- Peer Gynt, Musik von E. Grieg und H. Goebbels (Nordharzer Städtebundtheater)
- Macbeth, Musik von A. Pettersson (Kieler Bühnen)
- Abraxas, Musik von W. Egk (Landestheater Eisenach)
- Tschaikowski, Musik von P. I. Tschaikowski (Landestheater Eisenach)
- Max und Moritz, Musik von G. Rossini (Landestheater Eisenach)
- Carmina Burana, Musik von C. Orff (Landestheater Eisenach)
- Dornröschen, Musik von P. I. Tschaikowski (Landestheater Eisenach)
- Peer Gynt, Musik von E. Grieg (Landestheater Eisenach)
- Elisabeth Ikone, Musik von C. Mejiering (Landestheater Eisenach)
- Mendelssohn Skizzen, Musik von F. Mendelssohn (Landestheater Eisenach)
- Macbeth, Musik von C. Mejiering (Landestheater Eisenach)
- Lulu, Musik von G. Antheil, A. Berg (Anhaltisches Theater Dessau)
- Nachtasyl – Szenen aus der Tiefe (UA), Musik von D. Glanert, A. Schoenberg (Anhaltisches Theater Dessau)
- Der Widerspenstigen Zähmung, Musik von D. Schostakowitsch (Anhaltisches Theater Dessau)
- Nibelungen: Siegfriedsaga, Musik von R. Wagner (Anhaltisches Theater Dessau)
- Hotel Montparnasse, Musik von K. Weill, G. Gershwin (Anhaltisches Theater Dessau)
- Alice im Wunderland, Musik von G. Bizet, E. Chabrier, E. Satie (Anhaltisches Theater Dessau)
- Der Sturm, Musik von R. Vaughan Williams, J. Cage (Anhaltisches Theater Dessau)
- Amadeus, Musik von Wolfgang Amadeus Mozart (Anhaltisches Theater Dessau)
- Cinderella, Musik von Sergei Prokofjew (Anhaltisches Theater Dessau)
- Das Verlorene Paradies, Musik von Kurt Weill, Paul Hindemith, Arnold Schönberg (Anhaltisches Theater Dessau)
- Der Revisor, Musik von Alfred Schnittke, Gundolf Nandico und Billy May (Anhaltisches Theater Dessau)
- Kristallpalast (Anhaltisches Theater Dessau)
- Zaubernacht, Musik von Kurt Weill  (Anhaltisches Theater Dessau)
- Sugar – Manche mögen’s heiß  (Anhaltisches Theater Dessau)
- Der wunderbare Mandarin, Musik von Béla Bartók  (Anhaltisches Theater Dessau)
- Objawnienia i Herezje (Opernhaus Poznań)
- Schneewittchen Und Die 7 Zwerge, Musik: B. Reinke (Anhaltisches Theater Dessau)
- Anna Karenina (Opernhaus Poznań)
- Drei Grotesken, Musik: W. Grosz, M. Brand u. a. (Anhaltisches Theater Dessau)
- Das Bildnis Des Dorian Gray, Musik: A. Skrjabin (Anhaltisches Theater Dessau)
- Carmen-Suite / Der Dreispitz, Musik: Manuel de Falla (Anhaltisches Theater Dessau)